# Лаврентьева, Светлана Васильевна
Светла́на Васи́льевна Лавре́нтьева (Оше́рова; род. 19 апреля 1941, Саратов, СССР) — советская и российская театральная актриса, член труппы Саратовского академического театра юного зрителя Ю. П. Киселёва. Народная артистка РСФСР (1981). Лауреат Государственной премии РСФСР им. К. С. Станиславского.

## Биография
Родилась 19 апреля 1941 года в Саратове.
В 1963 году окончила драматическую студию при Саратовском ТЮЗе (руководителем студии был Ю. П. Киселёв, педагог В. И. Давыдов[уточнить]) и стала актрисой Саратовского ТЮЗа.
В 1976 году получила звание Заслуженной, а затем, в 1981, и звание Народной артистки РСФСР. В разные годы становилась лауреатом Государственной премии имени К. С. Станиславского, кавалером ордена Почёта, театральной премии «Золотой Арлекин».
Считается одной из самых известных драматических актрис Саратова. На театральной сцене сыграла более 70 различных ролей, среди которых выделяются роли в спектаклях «Маленькая Баба-Яга» (1980), «Приключения Незнайки», «Пеппи Длинный чулок», «Ах, как бы нам пришить старушку?.. (Дорогая Памела)», «Старосветские помещики» и другие.
Вдова художественного руководителя Саратовского ТЮЗа и народного артиста России Юрия Петровича Ошерова (1942—2019). В 2014 году супруги праздновали золотую свадьбу.

## Творчество

### Роли в театре (избранное)
- «Колбаска, боцман и другие» Л. А. Закошанской по А. Линдгрен. Режиссёр Юрий Киселёв — Колбаска
- 1971 — «Золотой ключик» А. Н. Толстого. Режиссёр: Юрий Киселёв — Мальвина
- 1980 — «Маленькая Баба-Яга» Ю. И. Коринца по О. Пройслеру. Режиссёр: Юрий Ошеров — Маленькая Баба-Яга
- 1996 — «Старосветская любовь» по повести Н. В. Гоголя «Старосветские помещики». Режиссёр: Александр Петров — Пульхерия Ивановна
- «Волшебное зелье» по пьесе Е. Есилевской. Режиссёр: Юрий Ошеров — Баба Яга
- «Приключения Незнайки» Н. Н. Носова

### Фильмография
- 1965 — Пять встреч (короткометражный)
- 1968 — Старик (м/ф, озвучивание)
- 1977 — Боевой кузнечик (м/ф, озвучивание)
- 1978 — Жила-была пчёлка… (м/ф, озвучивание)

## Признание и награды
- Орден Почёта (18 апреля 1999 года) — за заслуги в области культуры и искусства, большой вклад в укрепление дружбы и сотрудничества между народами, многолетнюю плодотворную работу[7]
- Народная артистка РСФСР (12 марта 1981 года) — за заслуги в области советского театрального искусства[8].
- Заслуженная артистка РСФСР (11 мая 1976 года) — за заслуги в области советского театрального искусства[9].
- Государственная премия РСФСР имени К. С. Станиславского (1987).
- Театральная премия Золотой Арлекин (2000).
- Театральная премия Арлекин (2020) — за творчество для детей[10].